# 三宝营乡
三宝营乡，是中华人民共和国辽宁省朝阳市北票市下辖的一个乡镇级行政单位。

## 行政区划
三宝营乡下辖以下地区：
三宝营村、二道沟村、房申沟村、陈奎营村、平房村和头道营村。